# Pirro II de Epiro
Pirro (reinou em c.219 a.C.) chamado por alguns historiadores modernos de Pirro II de Epiro e por outros de Pirro III de Epiro, foi rei do Epiro por um breve período. Ele era neto do famoso inimigo de Roma, Pirro.
Pirro foi um dos três filhos de Olímpia e Alexandre. Os textos antigos não mencionam quem eram os pais de Olímpia, mas possivelmente ela era filha de Pirro e Antígona, enteada de Ptolemeu I Sóter. Alexandre era filho de Pirro e Lanassa, filha do tirano siciliano Agátocles.
Olímpia foi casada com seu irmão, Alexandre II de Epiro, e teve três filhos, Pirro, Ptolemeu e Fítia.
Pirro teve duas filhas, Deidâmia e Nereida.
Quando Alexandre morreu, Olímpia tornou-se guardiã dos filhos Pirro e Ptolemeu e, como os etólios queriam tomar parte da Acarnânia, procurou a aliança de Demétrio II da Macedônia. Demétrio II da Macedônia já estava casado com uma irmã de Antíoco II Theos, que, divorciada, foi até Antíoco II Theos, para que este fizesse guerra contra seu ex-marido.
Os acarnânios, sem confiar no apoio do Epiro, pediram ajuda à Roma contra os etólios, mas os etólios menosprezaram os romanos, porque eles haviam recentemente sido saqueados pelos gauleses e estavam sofrendo as consequências da Guerra Púnica, enquanto os etólios haviam resistido aos gauleses durante a invasão gaulesa da Grécia e menosprezaram os macedônios, mesmo quando seus reis eram Filipe e Alexandre, e continuaram o ataque contra o Epiro e a Acarnânia.
Olímpia entregou o reino aos seus filhos, e Ptolemeu tornou-se rei após a morte do irmão Pirro. Segundo Pausânias, Pirro era filho de Ptolemeu, e este era filho de Alexandre, filho de Pirro. Ptolemeu morreu de doença quando liderava suas tropas para a guerra, e logo depois Olímpia morreu, triste pela perda dos dois filhos. Com a morte de Pirro, a linhagem patrilineal se extinguiu, mas sua filha Deidâmia sucedeu no trono.
Os últimos sobreviventes da família real foram a jovem princesa Nereida e sua irmã Laodâmia; Nereida estava casada com Gelão II, filho do rei de Siracusa mas Laodâmia fugiu para o altar de Diana, e foi assassinada pelo tumulto popular; seu assassino, Milon, ficou louco e se matou doze dias depois.